# Türk Hava Yolları Spor Kulübü 2019-2020 (pallavolo)
Questa voce raccoglie le informazioni riguardanti il Türk Hava Yolları Spor Kulübü nelle competizioni ufficiali della stagione 2019-2020.

## Organigramma societario
Area direttiva
- Presidente: Mehmet İlker Aycı

Area tecnica
- Allenatore: Mustafa Doğancı (fino a novembre), Marcello Abbondanza (da novembre)
- Allenatore in seconda: Mehmet Yücel
- Assistente allenatore: Yunus Öçal
- Scoutman: Selim Kaynak

## Rosa
| N° | Nome              | Ruolo | Data di nascita  | Nazionalità sportiva |
| -- | ----------------- | ----- | ---------------- | -------------------- |
| 2  | Özlem Tuğral      | P     | 21 ottobre 2001  | Turchia              |
| 3  | Berin Yıldırım    | L     | 13 giugno 1998   | Turchia              |
| 4  | Aneta Havlíčková  | O     | 3 luglio 1987    | Rep. Ceca            |
| 5  | Şeyma Ercan       | S     | 5 luglio 1994    | Turchia              |
| 6  | Ceylan Arısan     | C     | 1º gennaio 1994  | Turchia              |
| 7  | Ada Germen        | S     | 24 giugno 1997   | Turchia              |
| 8  | Funda Bilgi       | L     | 8 aprile 1983    | Turchia              |
| 9  | Özge Kırdar       | P     | 26 giugno 1985   | Turchia              |
| 10 | Özge Yurtdagülen  | C     | 6 agosto 1993    | Turchia              |
| 11 | Anne Buijs        | S     | 2 dicembre 1991  | Paesi Bassi          |
| 12 | Büşra Cansu       | C     | 16 luglio 1990   | Turchia              |
| 13 | Büşra Şahin       | C     | 8 agosto 1997    | Turchia              |
| 14 | Ayşe Çürük        | S     | 4 ottobre 2001   | Turchia              |
| 16 | Yasemin Özel      | O     | 13 maggio 1998   | Turchia              |
| 17 | Nursevil Aydınlar | P     | 28 novembre 1995 | Turchia              |
| 18 | Freya Aelbrecht   | C     | 10 febbraio 1990 | Belgio               |
| 19 | Madison Kingdon   | S     | 20 aprile 1993   | Stati Uniti          |

## Statistiche

### Statistiche di squadra
| Competizione     | Punti | In casa | In casa | In casa | In trasferta | In trasferta | In trasferta | Totale | Totale | Totale |
| Competizione     | Punti | G       | V       | P       | G            | V            | P            | G      | V      | P      |
| ---------------- | ----- | ------- | ------- | ------- | ------------ | ------------ | ------------ | ------ | ------ | ------ |
| Sultanlar Ligi   | 34    | 11      | 6       | 5       | 11           | 4            | 7            | 22     | 10     | 12     |
| Coppa di Turchia | -     | 1       | 1       | 0       | 1            | 1            | 0            | 2      | 2      | 0      |
| Challenge Cup    | -     | 4       | 4       | 0       | 4            | 4            | 0            | 8      | 8      | 0      |
| Totale           | -     | 16      | 11      | 5       | 16           | 9            | 7            | 32     | 20     | 12     |

G = partite giocate; V = partite vinte; P = partite perse

### Statistiche dei giocatori
| Giocatore      | Campionato | Campionato | Campionato | Campionato | Campionato | Coppa di Turchia | Coppa di Turchia | Coppa di Turchia | Coppa di Turchia | Coppa di Turchia | Challenge Cup | Challenge Cup | Challenge Cup | Challenge Cup | Challenge Cup | Totale | Totale | Totale | Totale | Totale |
| Giocatore      | P          | PT         | AV         | MV         | BV         | P                | PT               | AV               | MV               | BV               | P             | PT            | AV            | MV            | BV            | P      | PT     | AV     | MV     | BV     |
| -------------- | ---------- | ---------- | ---------- | ---------- | ---------- | ---------------- | ---------------- | ---------------- | ---------------- | ---------------- | ------------- | ------------- | ------------- | ------------- | ------------- | ------ | ------ | ------ | ------ | ------ |
| F. Aelbrecht   | 17         | 82         | 56         | 22         | 4          | 2                | 0                | 0                | 0                | 0                | 5             | 29            | 14            | 13            | 2             | 24     | 111    | 70     | 35     | 6      |
| C. Arısan      | 9          | 25         | 19         | 2          | 4          | 1                | 0                | 0                | 0                | 0                | 1             | 7             | 2             | 2             | 3             | 11     | 32     | 21     | 4      | 7      |
| N. Aydınlar    | 20         | 28         | 16         | 4          | 8          | 2                | 1                | 1                | 0                | 0                | 5             | 9             | 4             | 4             | 1             | 27     | 38     | 21     | 8      | 9      |
| F. Bilgi       | 10         | 0          | 0          | 0          | 0          | 0                | 0                | 0                | 0                | 0                | 2             | 0             | 0             | 0             | 0             | 12     | 0      | 0      | 0      | 0      |
| A. Buijs       | 17         | 202        | 177        | 16         | 9          | 2                | 21               | 19               | 1                | 1                | 4             | 41            | 39            | 0             | 2             | 23     | 264    | 235    | 17     | 12     |
| B. Cansu       | 10         | 49         | 32         | 13         | 4          | -                | -                | -                | -                | -                | 2             | 8             | 4             | 2             | 2             | 12     | 57     | 36     | 15     | 6      |
| A. Çürük       | 0          | 0          | 0          | 0          | 0          | 0                | 0                | 0                | 0                | 0                | -             | -             | -             | -             | -             | 0      | 0      | 0      | 0      | 0      |
| Ş. Ercan       | 22         | 122        | 91         | 12         | 19         | 2                | 4                | 4                | 0                | 0                | 5             | 31            | 27            | 3             | 1             | 29     | 157    | 122    | 15     | 20     |
| A. Germen      | 19         | 16         | 8          | 2          | 6          | 2                | 0                | 0                | 0                | 0                | 4             | 1             | 0             | 0             | 1             | 25     | 17     | 8      | 2      | 7      |
| A. Havlíčková  | 20         | 306        | 266        | 25         | 15         | 2                | 44               | 36               | 4                | 4                | 5             | 76            | 57            | 9             | 10            | 27     | 426    | 359    | 38     | 29     |
| M. Kingdon     | 22         | 267        | 227        | 20         | 20         | 2                | 31               | 29               | 1                | 1                | 4             | 42            | 34            | 4             | 4             | 28     | 340    | 290    | 25     | 25     |
| Ö. Kırdar      | 21         | 41         | 17         | 15         | 9          | 2                | 1                | 0                | 0                | 1                | 5             | 7             | 2             | 4             | 1             | 28     | 49     | 19     | 19     | 11     |
| Y. Özel        | 10         | 35         | 30         | 2          | 3          | 0                | 0                | 0                | 0                | 0                | 1             | 6             | 5             | 0             | 1             | 11     | 41     | 35     | 2      | 4      |
| B. Şahin       | 15         | 58         | 38         | 14         | 6          | 2                | 10               | 4                | 6                | 0                | 2             | 2             | 1             | 0             | 1             | 19     | 70     | 43     | 20     | 7      |
| Ö. Tuğral      | 0          | 0          | 0          | 0          | 0          | 0                | 0                | 0                | 0                | 0                | -             | -             | -             | -             | -             | 0      | 0      | 0      | 0      | 0      |
| B. Yıldırım    | 21         | 0          | 0          | 0          | 0          | 2                | 0                | 0                | 0                | 0                | 5             | 0             | 0             | 0             | 0             | 28     | 0      | 0      | 0      | 0      |
| Ö. Yurtdagülen | 19         | 74         | 38         | 27         | 9          | 2                | 17               | 12               | 5                | 0                | 4             | 10            | 6             | 3             | 1             | 25     | 101    | 56     | 35     | 10     |

P = presenze; PT = punti totali; AV = attacchi vincenti; MV = muri vincenti; BV = battute vincenti